# Ligne 5 du métro de Santiago
Pour les articles homonymes, voir Ligne 5.

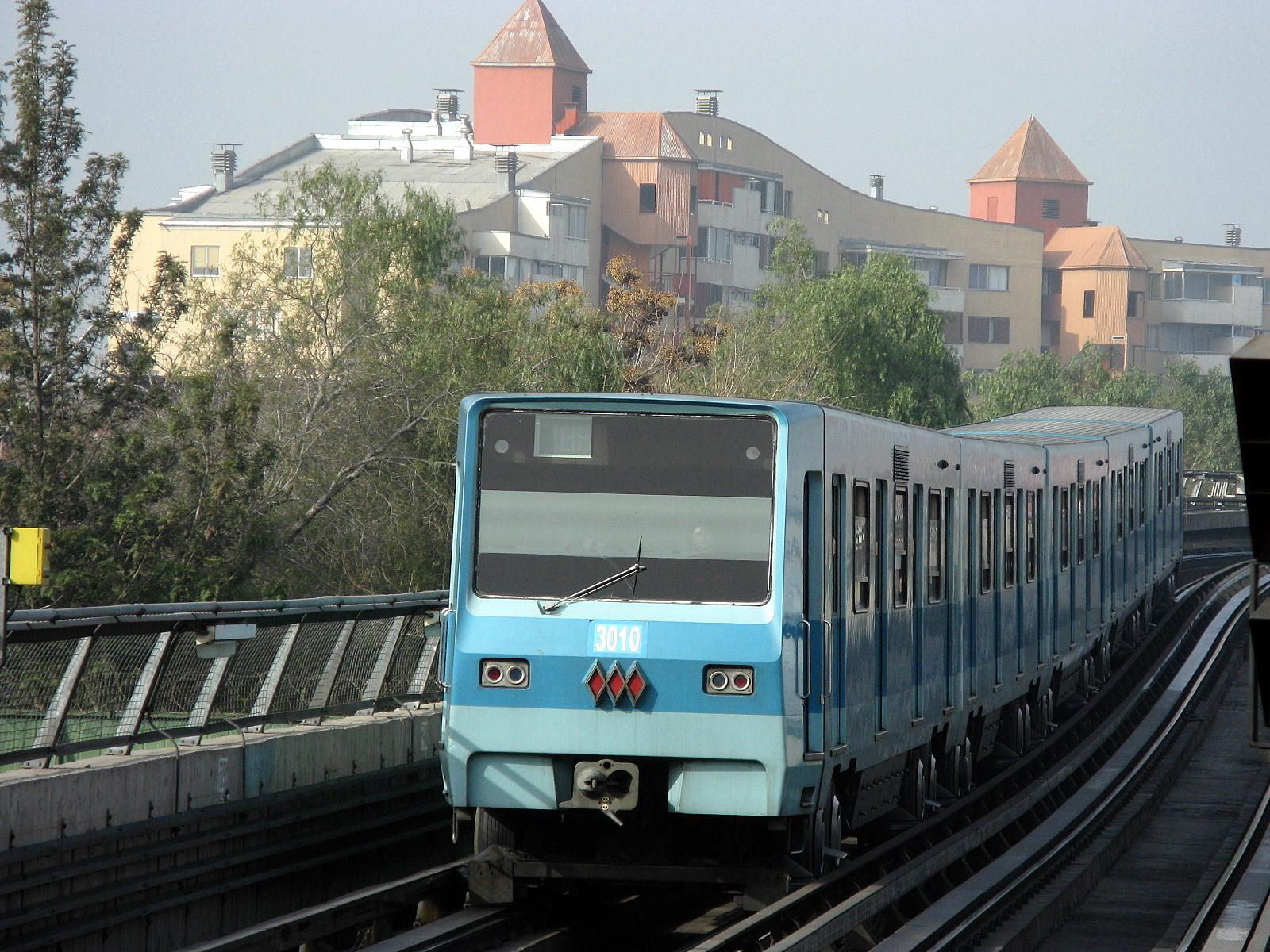
Rame NS-74 circulant sur la ligne 5

La ligne 5 est une des sept lignes du métro de Santiago, au Chili.
Elle comporte trente stations réparties sur vingt-neuf kilomètres.

## Histoire

### Chronologie
- 1991 : lancement des travaux de la ligne
- 5 avril 1997 : mise en service de la ligne entre Baquedano et Bellavista de La Florida
- 4 mars 2000 : prolongement de Baquedano à Santa Ana
- 31 mars 2004 : lancement des travaux en décembre 2000[1], prolongement de Santa Ana à Quinta Normal
- 30 novembre 2005 : prolongement de Bellavista de La Florida à Vicente Valdés
- 12 janvier 2010 : prolongement de Quinta Normal à Pudahuel
- 3 février 2011 : prolongement de Pudahuel à Plaza de Maipú

### Liste des stations
- Plaza de Maipú
- Santiago Bueras
- Del Sol
- Monte Tabor
- Las Parcelas
- Laguna Sur
- Barrancas
- Pudahuel
- San Pablo
- Lo Prado
- Blanqueado
- Gruta de Lourdes
- Quinta Normal
- Cumming
- Santa Ana
- Plaza de Armas
- Bellas Artes
- Baquedano
- Parque Bustamante
- Santa Isabel
- Irarrázaval
- Ñuble
- Rodrigo de Araya
- Carlos Valdovinos
- Camino Agrícola
- San Joaquín
- Pedrero
- Mirador
- Bellavista de La Florida
- Vicente Valdés